# Пересмішник (роман)
«Пересмішник» (англ. «Mockingbird») — американський науково-фантастичний роман американського письменника Волтера Тевіса, вперше опублікований 1980 року.

## Синопсис
«Пересмішник» — це роман про світ майбутнього, де люди вимирають. Ті, хто виживає, проводять свої дні в наркотичному блаженстві або обирають швидке самогубство замість повільного вимирання. Порятунок людства покладається на андроїда, який не має бажання жити, та чоловіка і жінку, які мають відкрити для себе любов, надію та мрії про відроджений світ.

## Переклади
Роман письменника-фантаста перекладено нідерландською (1981), німецькою (1981), французькою (1981), італійською (двічі — 1983) та португальською (1987) мовами.

## Огляди
Енн МакКаффрі прокоментувала: «Я читала інші романи, що екстраполюють небезпеку комп'ютеризації, але «Пересмішник» вразив мене, письменницю, найсильніше. Ідея, можливість того, що люди дійсно можуть втратити здатність і, що ще гірше, бажання читати, робиться гостро вірогідною».
Коли в 1999 році вийшло нове видання з передмовою Джонатана Летема, Пат Голт заявив, що книга часто відчувається як поєднання «1984» і «Прекрасний новий світ», з домішкою «Втеча з Нью-Йорка».
Рецензуючи видання 1999 року, Джеймс Салліс заявив, що роман «зводить всю збочену, саморуйнівну, незламну історію людства, як жорстокість, так і доброту, до своєї чорно-гумористичної оповіді про бажання робота померти».

## Екранізація
20 квітня 2022 року було оголошено, що Альма Гар'ел стане режисеркою майбутньої кінострічки, яка буде заснована на романі Тевіса, студії Searchlight Pictures.

## Нагороди
- Номінація на премію «Неб'юла» за найкращий роман[2]
- Номінація на премію «Дітмар» за найкращий міжнародний великий твір[2]